# Parafia Niepokalanego Serca Najświętszej Maryi Panny w Zabrzu
Parafia Niepokalanego Serca Najświętszej Maryi Panny – polska parafia rzymskokatolicka w Zabrzu, należąca do dekanatu Zabrze-Mikulczyce w diecezji gliwickiej, metropolii katowickiej. 

## Historia parafii
Po zakończeniu II wojny światowej w odbudowującym się Zabrzu nastąpiła konieczność wybudowania nowej świątyni. W tym celu, w 1947 roku, zaadaptowano i poświęcono drewniany barak, który od tej pory zaczął służyć mieszkańcom tej części miasta jako kaplica, stał się również filią parafii św. Andrzeja Apostoła w Zabrzu. W 1957 roku biskup opolski (wówczas Zabrze należało administracyjnie do diecezji opolskiej), przekazał filię w opiekę ojcom Franciszkanom z prowincji Wniebowzięcia NMP w Katowicach Panewnikach. Dnia 1 stycznia 1958 roku biskup opolski Franciszek Jop erygował parafię Niepokalanego Serca Najświętszej Maryi Panny w Zabrzu, zgodę jednak na powstanie parafii władze państwowe wydały dopiero w 1973 roku. W latach 1982–1988 został wybudowany obecny kościół parafialny. W trakcie budowy kościoła, w 1984 roku, spłonęła dotychczas używana kaplica. Nowy kościół został konsekrowany 14 maja 1988 roku przez biskupa Jana Wieczorka.

## Liczebność i zasięg parafii
Parafię zamieszkuje 7100 mieszkańców, w tym 5200 wiernych i obejmuje ona ulice:
- Józefa Chełmońskiego,
- Curie Skłodowskiej od numeru 45 do 57,
- Domy Akademickie,
- Franciszkańską,
- Gdańską od numeru 26 do 48,
- Grunwaldzką,
- Kotarbińskiego,
- Niedziałkowskiego od numeru 54 do 66 i od 61 do 67,
- Pl. Kazimierza Wielkiego,
- Tatarkiewicza,
- Tkocza,
- Topolową,
- Trocera od numeru 19 do 31 i od 2 do 18,
- Żnieńskiej.

### Szkoły i przedszkola
- Szkoła Wyższa im. Bogdana Jańskiego Wydział Zamiejscowy w Zabrzu,
- Zespół Szkół Mechaniczno-Samochodowych,
- Zespół Szkół  Spożywczych,
- Szkoła Podstawowa nr 25,
- Przedszkole nr 48.

Ponadto parafia prowadzi od 1958 roku księgi chrztów, bierzmowanych, ślubów i zgonów.

## Duszpasterze[3]
- o. Emanuel Franciszek Ligocki OFM, gwardian - proboszcz parafii,
- o. Modest Mariusz Hanak OFM - Wikariusz parafialny i katecheta
- o. Beda Tomasz Pompka OFM, Wikariusz domu i ekonom
- o. Symplicjusz Józef Sobczyk OFM
- o. Zachariasz Józef Lubecki OFM,
- o. Klemens Marian Waśkowski OFM,
- o. Tacjan Wiesław Wójciak OFM,
- br. Jordan Wojciech Gazda  OFM, furtian, zakrystian

## Grupy i wspólnoty parafialne
- Zespół Parafialny "Caritas",
- Dzieci Maryi,
- Franciszkańska Unia Misyjna,
- Klub Anonimowych Alkoholików,
- Klub Fotograficzny "Knipsel",
- Legion Maryi,
- Liturgiczna Służba Ołtarza,
- Odnowa w Duchu Świętym,
- Szkoła Maryi[4].